# Схют, Лиза

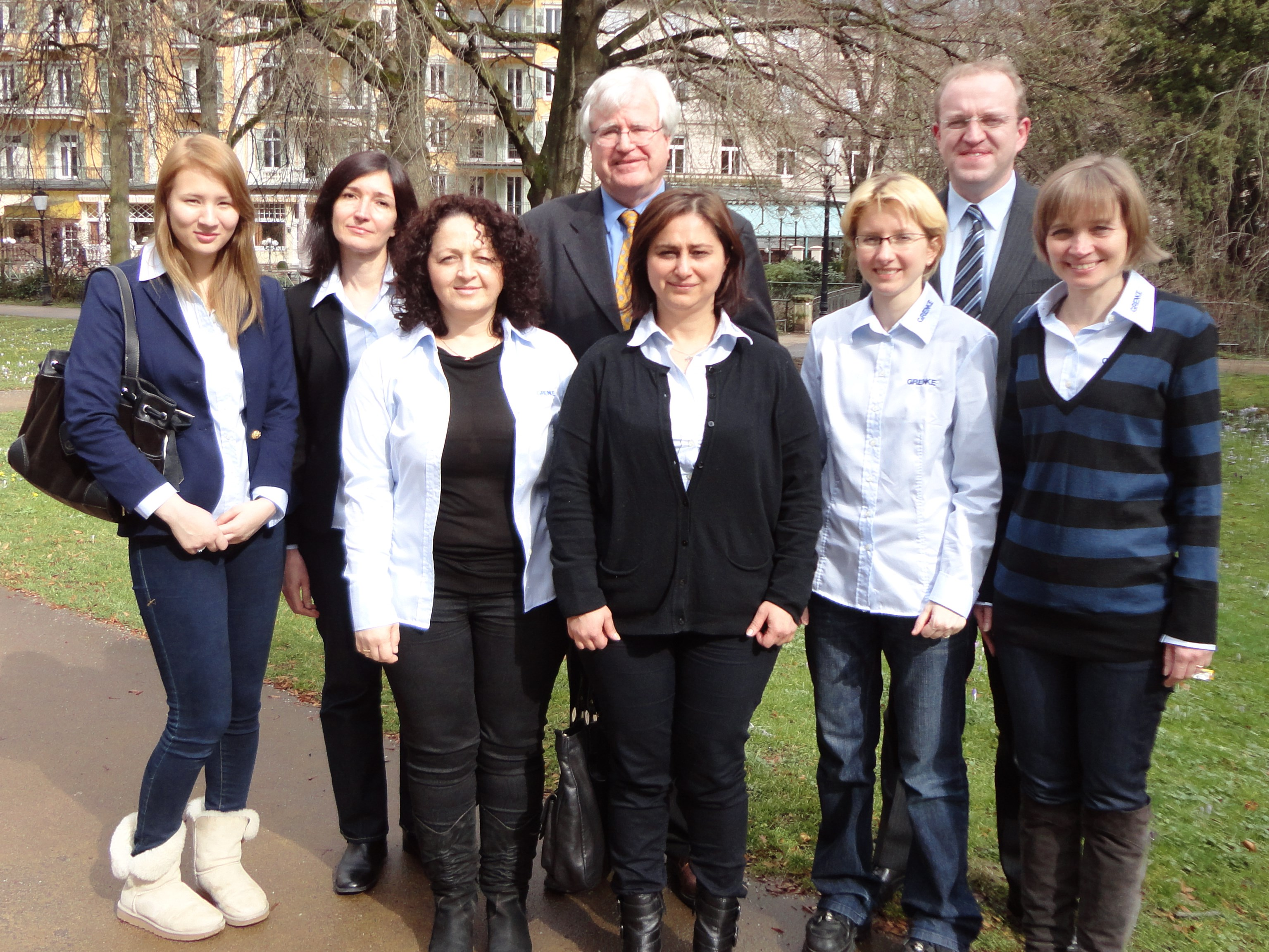
Клуб „OSG Baden-Baden“ после победы в женской Бундеслиге 2013 г. Слева направо: Л. Схют, К. Арахамия, К. Кахиани, Й. Тилеке, Я. Таммерт, Е. Мозер, С. Ноппес, Е. Седина

Лиза Схют (нидерл. Lisa Schut, род. 6 июля 1994, Велдховен) — нидерландская шахматистка, международный мастер среди женщин (2009).

## Биография
Выросла в шахматной семье. Ее родители Хан (род. 1964) и Хелен (род. 1967), а также старшая сестра Донна (род. 1992) являются квалифицированными шахматистами. Сестра участвовала в чемпионате Нидерландов 2007 г., в 2009 г. была рейтинг-лидером Нидерландов в своей возрастной категории.
Лиза Схют занимается шахматами с 9 лет. Среди ее тренеров был гроссмейстер В. Н. Чучелов.
Чемпионка Нидерландов 2013 г.
Победительница юношеского чемпионата Нидерландов 2008 г. (в категории до 14 лет).
В составе сборной Нидерландов участница четырех шахматных олимпиад (2008, 2010, 2012 и 2014 гг.), командных чемпионатов Европы 2009, 2011 и 2013 гг.
Бронзовый призер юношеского чемпионата Европы 2009 г. (в категории до 16 лет). Бронзовый призер юношеского чемпионата мира 2010 г. (в категории до 16 лет; разделила 1—3 места, получила бронзовую медаль после тай-брейка). Серебряный призер юношеского чемпионата мира 2012 г. (в категории до 18 лет). Участница юниорского чемпионата мира 2012 г.
Участница личных чемпионатов Европы 2010, 2013 гг.
Выступает в командных чемпионатах нескольких стран. В командном чемпионате Нидерландов играла за клубы «SV Veldhoven», «Eindhoven», «HMC Calder Den Bosch», «HWP Sas van Gent» (сезон 2009 / 10 гг.) и «Utrecht» (2011—2013 гг.). В командном чемпионате Бельгии («Interclubs») играла за клубы «Humbeek» и «Amay» (с последним в 2015 г. завоевала золотые медали турнира). Некоторое время играла в Греции за клуб «A.O. Kydon Chania», во Франции за «Association Cannes-Echecs». В составе клуба „OSG Baden-Baden“ стала победительницей Бундеслиги в 2012, 2013 и 2015 гг. В Лиге четырех наций в сезоне 2017 / 18 гг. играла за «Oxford».

## Основные спортивные результаты
| Год  | Город          | Соревнование                                                | + | − | = | Результат | Место  |
| ---- | -------------- | ----------------------------------------------------------- | - | - | - | --------- | ------ |
| 2005 | Мурэкк         | Юношеский чемпионат Евросоюза (смешанный, до 12 лет)        | 4 | 5 | 0 | 4 из 9    | [ 15 ] |
| 2006 | Батуми         | Юношеский чемпионат мира (до 12 лет)                        |   |   |   |           | [ 16 ] |
| 2008 |                | Юношеский чемпионат Нидерландов (до 14 лет)                 |   |   |   |           | 1      |
|      | Дрезден        | XXIII Олимпиада (сборная Нидерландов, запасная)             | 1 | 3 | 3 | 2½ из 7   |        |
| 2009 | Фермо          | Юношеский чемпионат Европы (до 16 лет)                      |   |   |   |           | 3      |
|      | Энсхеде        | Международный турнир Университета Твенте (мужской)          | 0 | 5 | 4 | 2 из 9    | 18     |
|      | Нови-Сад       | Командный чемпионат Европы (сборная Нидерландов, ?-я доска) | 3 | 2 | 2 | 4 из 7    |        |
| 2010 | Амстердам      | Мемориал М. Эйве (побочный турнир, мужской)                 | 2 | 6 | 1 | 2½ из 9   | 9      |
|      | Риека          | Чемпионат Европы                                            | 6 | 5 | 0 | 6 из 11   | [ 21 ] |
|      | Порто-Каррас   | Юношеский чемпионат мира (до 16 лет)                        |   |   |   |           | 1—3    |
|      | Ханты-Мансийск | XXIV Олимпиада (сборная Нидерландов, 4-я доска)             | 6 | 0 | 4 | 8 из 10   |        |
| 2011 | Порто-Каррас   | Командный чемпионат Европы (сборная Нидерландов, ?-я доска) | 1 | 1 | 3 | 2½ из 5   |        |
| 2012 | Вейк-ан-Зее    | Международный турнир (турнир C)                             | 3 | 8 | 2 | 4 из 13   | 12—13  |
|      | Афины          | Юниорский чемпионат мира                                    | 6 | 5 | 2 | 7 из 13   | [ 24 ] |
|      | Стамбул        | XXV Олимпиада (сборная Нидерландов, 3-я доска)              | 8 | 1 | 1 | 8½ из 10  |        |
|      | Марибор        | Юношеский чемпионат мира (до 18 лет)                        |   |   |   |           | 2      |
| 2013 | Вейк-ан-Зее    | Международный турнир (турнир C)                             | 2 | 9 | 2 | 3 из 13   | 13—14  |
|      | Амстердам      | Чемпионат Нидерландов                                       | 5 | 0 | 2 | 6 из 7    | 1      |
|      | Белград        | Чемпионат Европы                                            | 6 | 4 | 1 | 6½ из 11  | [ 27 ] |
|      | Варшава        | Командный чемпионат Европы (сборная Нидерландов, ?-я доска) | 2 | 5 | 1 | 2½ из 8   |        |
| 2014 | Тромсё         | XXVI Олимпиада (сборная Нидерландов, 3-я доска)             | 3 | 2 | 4 | 5 из 9    |        |